# Мэнфилд, Элис
Э́лис Мэ́нфилд (англ. Alice Manfield) — австралийская женщина — горный проводник, натуралистка и фотограф, соосновательница национального парка Маунт-Буффало.

## Биография

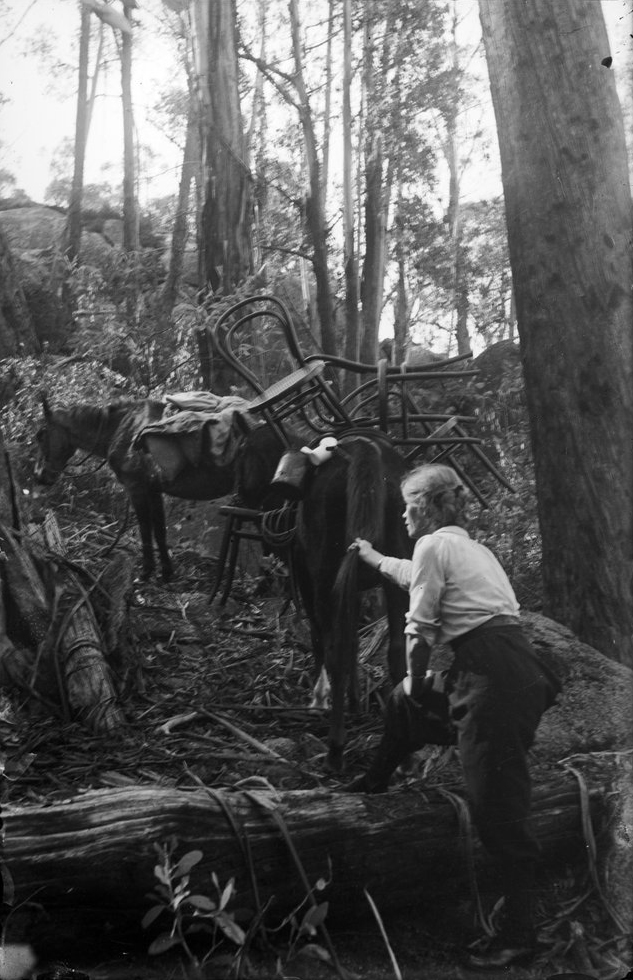
Элис поднимается на гору Буффало. Около 1912 года

Элис родилась в 1878 году в местечке Нэйлси-Фарм в австралийском штате Виктория в семье Джеймса и Джейн Мэнфилдов, кроме неё в семье было восемь детей. Отец её прибыл в Австралию из Великобритании в 1854 году, одержимый «золотой лихорадкой»; до рождения Элис семья путешествовала в поисках золота в Новый Южный Уэльс и даже в Новую Зеландию, но в итоге осели в долине реки Бакленд, где приобрели землю и занялись работой на ферме.
Элис с родителями жили в очень красивом месте у горы Буффало, и когда в регионе начал стремительно развиваться железнодорожный транспорт, местные жители поняли, что могут заработать на туристах. Отец Элис выиграл тендер на постройку первой местной гостиницы в 1888 году, которая заработала два года спустя. Одним из первых постояльцев стал будущий герой войны Джон Монаш, который поначалу раскритиковал убранство гостиницы, но позднее регулярно возвращался сюда снова и снова. Туристы совершали восхождения на гору, их часто сопровождала маленькая Элис, которой на момент открытия отцом туристического бизнеса было всего 12 лет.
Постепенно девушка стала знать гору и её окрестности лучше, чем кто бы то ни было другой. Повзрослев, она стала сама водить группы на экскурсии, её стали звать просто «Проводница Элис» (Guide Alice). Поскольку бизнес приносил неплохую прибыль, вскоре её отец построил ещё одну небольшую гостиницу, шале, но уже не у подножия Буффало, а на её высокогорном плато. Элис Мэнфилд стала жить там. В связи со спецификой своей работы, Элис перестала носить юбки и платья, а стала ходить в брюках — задолго до того, как остальные женщины мира себе это позволили. Активная девушка, так много знающая о своём крае, так необычно одетая, привлекала всё больше и больше туристов, отчасти в связи с этим в 1898 году был образован Национальный парк Маунт-Буффало, включающий в себя саму гору и её окрестности. Услугами Элис желали воспользоваться многие известные люди того времени, кроме уже упоминавшегося Джона Монаша, видеть только её своим гидом хотел, к примеру, известный художник Артур Стритон.
В 1908 году к плато, где находилось шале Элис, была проложена новая хорошая дорога, но от этого желающих воспользоваться услугами девушки-проводницы меньше не стало.
В 1917 году Элис вышла замуж за своего троюродного брата, Джона Эдмунда Мэнфилда, в браке с которым она родила дочь Женевьеву Бумгартен.
В 1924 году свет увидела 23-страничная работа Элис Мэнфилд о лирохвостах Буффало, снабжённая собственными фотографиями.
Закончила Элис свою карьеру гида и проводника в 1930-х годах, когда ей было уже за 50 лет. Скончалась она 14 июля 1960 года в возрасте 81 или 82 лет.